# Kinder- und Jugendhospiz Balthasar

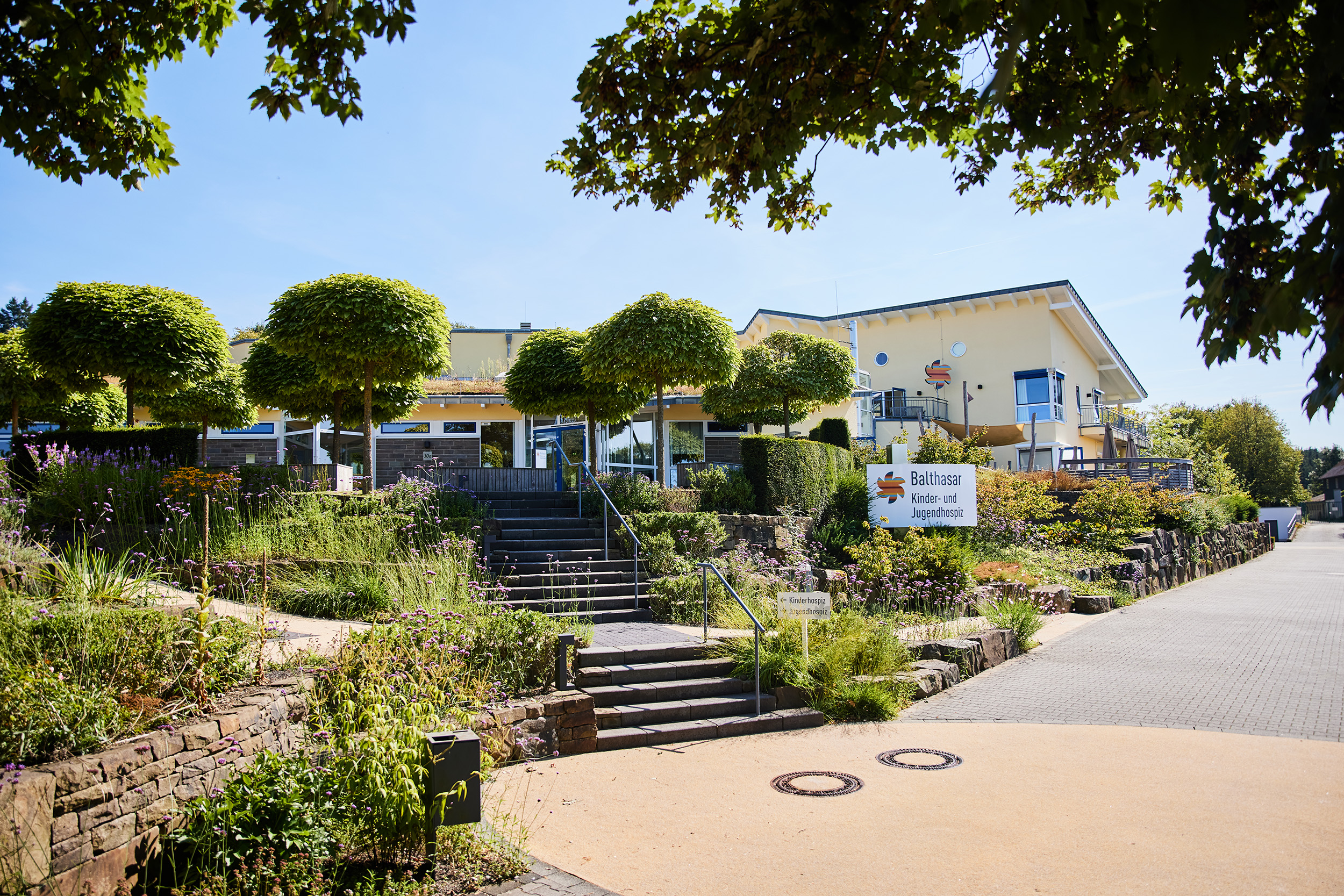
Gebäude des Kinder- und Jugendhospiz Balthasar

Das Kinder- und Jugendhospiz Balthasar in Olpe wurde 1998 als erstes Kinderhospiz in Deutschland eröffnet.

## Geschichte
Die Initiative zur Errichtung eines Kinderhospizes in Deutschland ging von betroffenen Eltern aus, die sich 1990 im Deutschen Kinderhospizverein zusammenschlossen. Als Vorbild galt das weltweit erste und bereits seit 1982 bestehende Kinderhospiz „Helen House“ in Oxford. Das Kinderhospiz Balthasar in Olpe eröffnete am 18. September 1998 als deutschlandweit erstes .
Träger des Projektes, das sich überwiegend aus Spenden finanzieren muss, wurde die Gemeinnützige Gesellschaft der Franziskanerinnen zu Olpe (GFO). Die GFO ist Träger sozial-caritativer Einrichtungen, der 1902 aus der Ordensgemeinschaft der Olper Franziskanerinnen hervorgegangen ist und Einrichtungen der Kinder-, Jugend- und Altenhilfe sowie mehrere Krankenhäuser betreibt.

## Kinderhospiz
Im Kinderhospiz Balthasar finden Familien mit einem unheilbar und lebensverkürzend erkrankten Kind eine Herberge und ein zweites Zuhause auf Zeit. Acht Kinder kann die Olper Einrichtung aufnehmen. Jedes Kind hat ein eigenes, behinderten- und kindgerecht ausgestattetes Zimmer. Breite Türen ermöglichen es, die Kinder auch in ihren Pflegebetten mit in den großen Aufenthaltsraum oder in den Garten zu nehmen. Es gibt ein Musik- und Lesezimmer, einen Snoezelenraum, einen Bewegungs- und Kreativraum und Angebote für die gesamte Familie wie Besuch von Klinikclowns, Ausflüge und Gesprächsangebote.
Inzwischen gibt es bundesweit 17 weitere stationäre Kinderhospize.

## Jugendhospiz
Auch das Jugendhospiz ist das erste seiner Art in Deutschland. Als Erweiterung des Kinderhospizes eröffnete das Hospiz für Jugendliche und junge Erwachsene im Januar 2009.
Unheilbar kranke Jugendliche haben andere Bedürfnisse und Anforderungen hinsichtlich räumlicher Ausstattung, Tagesablauf, Angeboten und psychosozialer Betreuung. Das Besondere im Jugendhospiz ist eine spezielle Technik in den Zimmern, die den Jugendlichen trotz ihrer eingeschränkten Beweglichkeit ein hohes Maß an Freiheit ermöglicht. Licht, Rollos oder die Lautstärke der Musik können von ihnen selbst und ohne fremde Hilfe gesteuert werden.

## Trauerarbeit

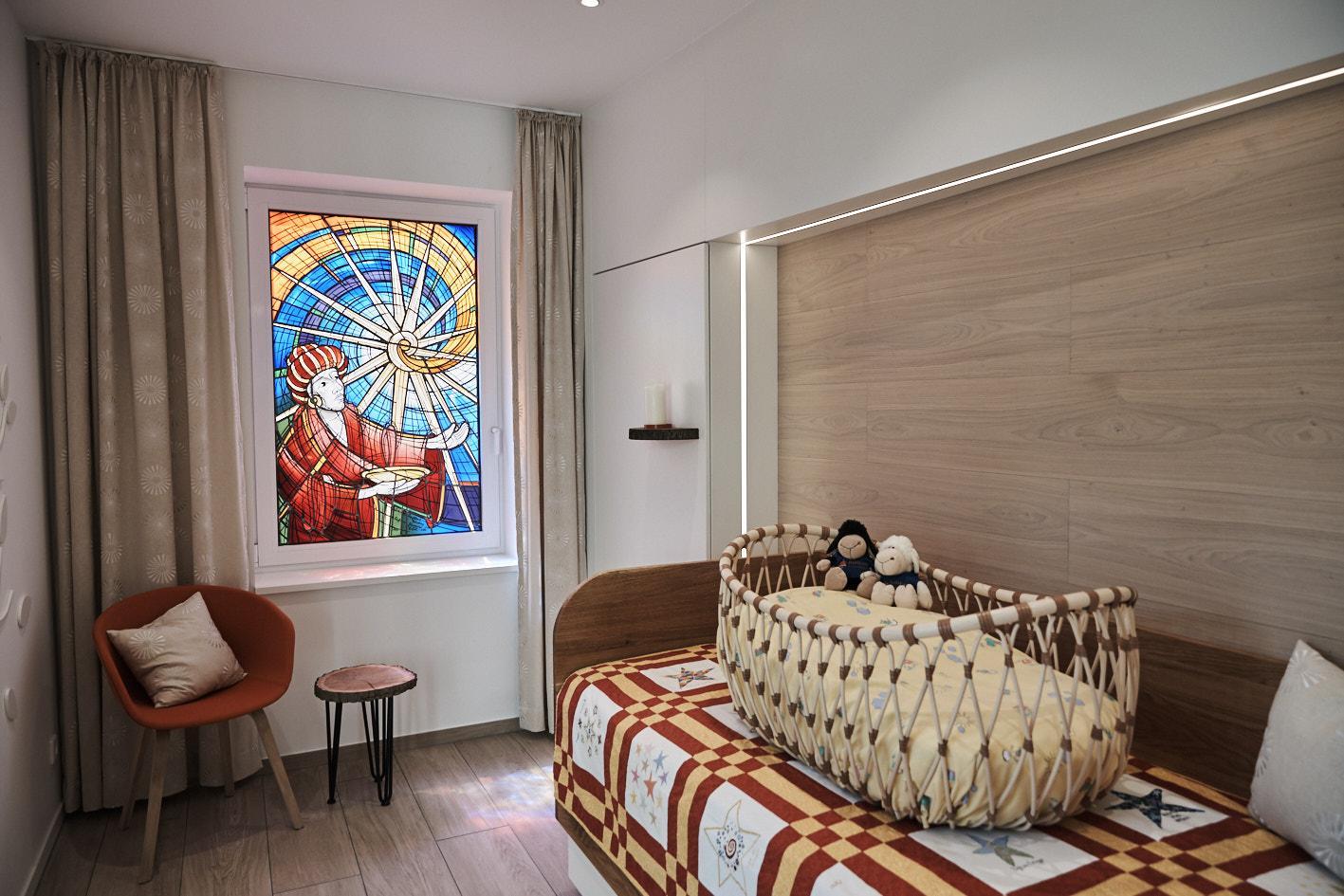
Raum der Stille im Kinder- und Jugendhospiz Balthasar

Gerade in der letzten Lebensphase und nach dem Tod des Kindes ist das Kinderhospiz Balthasar für die Familien da – für jeden so lange, wie es gebraucht wird. Nach dem Versterben des Kindes steht den Angehörigen der Raum der Stille des Kinderhospizes zur Verfügung. Dessen Räume sind hell und lichtdurchflutet und können mit Fotos und Erinnerungsstücken individuell gestaltet werden. Zahlreiche Spuren erinnern an die verstorbenen Kinder: ein Gedenktisch an jedem Todestag, Hand- und Fußabdrücke an einer Wand im Kinderhospiz und mit ihren Namen beschriftete Windräder im Garten des Hospizes.
Aber auch die Aufenthalte ab der Diagnose dienen dazu, Trauerarbeit zu leisten. Speziell ausgebildete Familienbegleiter leisten der Familie wertvolle Hilfe. Viele Gespräche und auch der Austausch der Eltern untereinander helfen, die Trauer zu bewältigen.

## Kindertrauerzentrum
Im Kindertrauerzentrum treffen sich Kinder im Alter von sieben bis zwölf Jahren, die einen Elternteil, ein Geschwisterkind oder einen anderen lieben Menschen verloren haben.
In einem geschützten Rahmen haben Jungen und Mädchen die Möglichkeit, ihrer Trauer Ausdruck zu verleihen. Durch kreatives Arbeiten und den Austausch mit anderen trauernden Kindern wird ihnen vermittelt, dass Trauer keine Krankheit ist, sondern eine natürliche Reaktion auf einen Verlust ist. Begleitet werden die Kinder dabei von erfahrenen Kindertrauerbegleiterinnen und -begleitern des Kinder- und Jugendhospiz Balthasar.

## BalthasarAkademie
Die BalthasarAkademie ist ein Angebot des Kinder- und Jugendhospiz Balthasar in Olpe. Seit über 15 Jahren bietet die Akademie vor allem Seminare mit pflegerischen und psychosozialen Inhalten. Dabei richtet sich das Seminarprogramm an eine breite Zielgruppe: Menschen in pflegerischen und sozialen Berufen sowie Interessierte können an den praxisnahen Fortbildungen teilnehmen. Mit der Teilnahme können Fortbildungspunkte für die Registrierung beruflich Pflegender gesammelt werden.

## Klartext! Chatroom und Sorgentelefon für trauernde Jugendliche
klartext! ist ein Beratungsangebot für trauernde Jugendliche und junge Erwachsene des Kinder- und Jugendhospizes Balthasar. Seit 2010 betreuen ausgebildete Trauerbegleiterinnen und -begleiter Jugendliche im Chat, am Telefon oder per Mail, anonym, vertraulich und kostenlos zu Emotionen, wie Trauer, Verzweiflung, Schmerz, Angst aber auch Schuld und Wut. Gemeinsam mit den Jugendlichen werden Ressourcen gesucht, die Halt und Kraft geben können, hilfreiche Rituale erarbeitet und Orte der Erinnerung geschaffen.
Mit klartext!vorOrt gibt es seit Januar 2018 eine Jugendtrauergruppe in Olpe. In vielen Gesprächen wurde auch immer wieder der Wunsch geäußert, andere Jugendliche mit ähnlichen Verlusterfahrungen persönlich zu treffen und sich der Trauer gemeinsam in einer Gruppe zu stellen. Während der gemeinsamen Treffen geht es vor allem um Ressourcen, die den Jugendlichen Halt und Kraft geben können. Dabei werden die individuellen Bedürfnisse beachtet und z. B. kreativ gearbeitet.

## Finanzierung
Etwa 50 % der entstehenden Kosten werden über die Kranken- und Pflegekassen erstattet. Der Aufenthalt der Eltern und der gesunden Geschwister sowie therapeutische Angebote wie z. B. der Besuch von Klinikclowns werden nicht von den Kostenträgern übernommen und müssen komplett aus Spendengeldern finanziert werden. Die meisten betroffenen Familien sind nicht in der Lage, einen Eigenbeitrag zu leisten.